# Grafana
Grafana는 멀티플랫폼 오픈 소스 애널리틱스 및 인터랙티브 시각화 웹 애플리케이션이다.
지원되는 데이터 소스에 연결될 때 웹의 차트, 그래프, 경보를 제공한다. 추가 기능이 포함된 라이선스된 Grafana Enterprise 버전은 셀프 호스팅된 설치본으로, 또는 Grafana Labs 클라우드 서비스의 계정으로 이용이 가능하다. 플러그인을 통해 확장이 가능하다. 최종 사용자는 인터랙티브 쿼리 빌더를 사용하여 복잡한 모니터링 대시보드를 만들 수 있다. Grafana는 타입스크립트 기반 프론트엔드, Go 기반 백엔드로 나뉜다.